# クラウンフラッシュ
クラウンフラッシュ（英: Crown flash）は、大気光学現象の一つで、めったに観測されない気象現象とされる。現在の仮説では、小さな氷の結晶が積乱雲などの雲の上層部に集まり帯電し、電磁場が変化することにより太陽光の反射を変化させることにより発生するとされている。
結果として、サーチライトや懐中電灯が発するような「（場合によっては湾曲した）光の柱」に似たような光芒が見られる。主に雷によって雲の中の電気が帯電または放電され電界が乱されると、氷の結晶が再配向し、光のパターンが特徴的な動きをする場合がある。また、時には非常に速いスピードで「踊っている」ように見えることがあるとされる。
幻日と同様、効果の観察は観察者の位置に依存する。これはクラウンフラッシュは、落雷やオーロラなどで見られるような自己生成光ではなく、太陽光の反射または屈折によって発生するためためである。ただし、幻日とは異なりクラウンフラッシュは雲の真上に発生しているように見える。
ギネスブックによると、クラウンフラッシュ現象の最初の科学的記述は、1885年のジャーナル「Monthly Weather Review」に記されていたとされる。1971年のネイチャーや同年の少し前の時期に送られたネイチャーへの手紙においても言及されている。この現象はまれであり、十分に文書化がなされていない。2009年に最初にアップロードされた動画から、この現象を記録しているように見える数十本のYouTube動画がYouTube上に存在している。